# Segestria pusiola
Espèce
Segestria pusiola est une espèce d'araignées aranéomorphes de la famille des Segestriidae.

## Distribution
Cette espèce se rencontre en France en Corse, en Espagne, au Portugal, en Grèce, en Italie en Sicile et en Algérie.

## Description
La carapace du mâle syntype mesure 3 mm sur 2,2 mm et celle de la femelle syntype 3,3 mm sur 2,5 mm.
Les femelles mesurent de 5 à 6 mm.

## Systématique et taxinomie
Cette espèce a été décrite par Simon en 1882.

## Publication originale
- Simon, 1882 : « Études Arachnologiques. 13e Mémoire. XX. Descriptions d'espèces et de genres nouveaux de la famille des Dysderidae. » Annales de la Société Entomologique de France, sér. 6, vol. 2, p. 201-240 (texte intégral).